# Vardariotai
I Vardariotai erano un gruppo etnico e territoriale del tardo Impero bizantino, così chiamati poiché provenivano dal popolo dei Magiari insediatisi nella valle del fiume Vardar.
I Vardariotai furono spesso impiegati come arcieri a cavallo coscritti o mercenari per l'esercito bizantino.
Erano armati alla leggera, con corazze leggere, e usavano archi compositi per colpire il nemico con le frecce, e successivamente, nel momento in cui il nemico andava in rotta, attaccavano con spade corte e piccoli scudi rotondi lignei.